# Аккерман, Янис
Янис Давы́дович Аккерман (Янис Давович Акерман) (англ. John D. Akerman; латыш. Jānis Akermanis, 24 апреля 1897, Митава — 8 января 1972, Миннеаполис) — американский авиаконструктор, общественный деятель, учёный. Профессор Университета Миннесоты.

## Биография
Родился в крестьянской семье. Родными языками с детства были латышский и русский.
В 1915 году, окончив Митавское реальное училище, поступил на механическое отделение Рижского политехнического института, эвакуированного вскоре в Ивано-Вознесенск.
В 1916 году Аккерман добровольцем («охотником») поступил в русскую армию и был направлен на теоретические курсы по авиации при Императорском Московском техническом училище. Руководитель курсов — «отец русской авиации» — профессор Жуковский отметил Аккермана, предложив ему заниматься научными исследованиями. По окончании курсов и Московской школы авиации Аккерман по рекомендации Жуковского был направлен в декабре 1916 года во Францию для продолжения обучения.
Прошёл полный курс лётчика-истребителя во Франции (1916—1917).
С 1918 года в эмиграции в США, работал на заводах Форда, окончил городской колледж Детройта и авиационное отделение Мичиганского университета, затем работал инженером в авиационном отделении компании «Форд»; с 1928 года преподаватель, затем профессор (с 1931 года) университета Миннесота, основатель и глава первой в США кафедры авиационной техники (впоследствии преобразована в авиационный факультет), основатель и глава студенческого авиационного клуба Северо-Запада США; в 1931 году консультировал Madras Rotor Power Company, где работал с проектом ротора Флеттнера; комиссар по аэронавтике штата Миннесота (1934), главный конструктор в авиационной фирме «Mohawk» (с 1934 года), после войны председатель Национального аэронавтического общества США.
Конструктор единственного латвийского двухмоторного самолёта VEF JDA-10M (начало работ — 1937 год, первый полёт 1939)
В 1944—1945 годах служил специальным советником ВВС США в Европе.
В 1962 г. ушёл на пенсию.
Занимался археологическими исследованиями на острове Тобаго, пытаясь найти следы курляндской колонии.
Скончался в 1972 году.